# Phare du Río Jaruco
Le phare de Río Jaruco (en espagnol : Faro de Río Jaruco) est un phare actif situé du côté ouest de Boca de Jaruco dans la province de Mayabeque, à Cuba.

## Histoire
Boca de Jacuro est un petit village de pêcheurs, à l'embouchure de la rivière Jacuro, dans la municipalité de Santa Cruz del Norte.
Le phare est situé sur le côté ouest de l'embouchure de la rivière, à environ 10 km à l'ouest de Santa Cruz del Norte.

## Description
Ce phare récent est une tour en fibre de verre, avec une petite plateforme et une balise de 10 m de haut. La tour est peinte en bandes rouges et blanches. Il émet, à une hauteur focale de 17 m, un éclat blanc par période de 10 secondes. Sa portée est de 11 milles nautiques (environ 20 km).
Identifiant : ARLHS : CUB-0.. ; CU-0149 - Amirauté : J4867 - NGA : 110-12612 .
|                            |
| Boca Jacuro (localisation) |

|          |
| Le phare |

### Lien connexe
- Liste des phares de Cuba